# 维尔纽斯诸圣堂

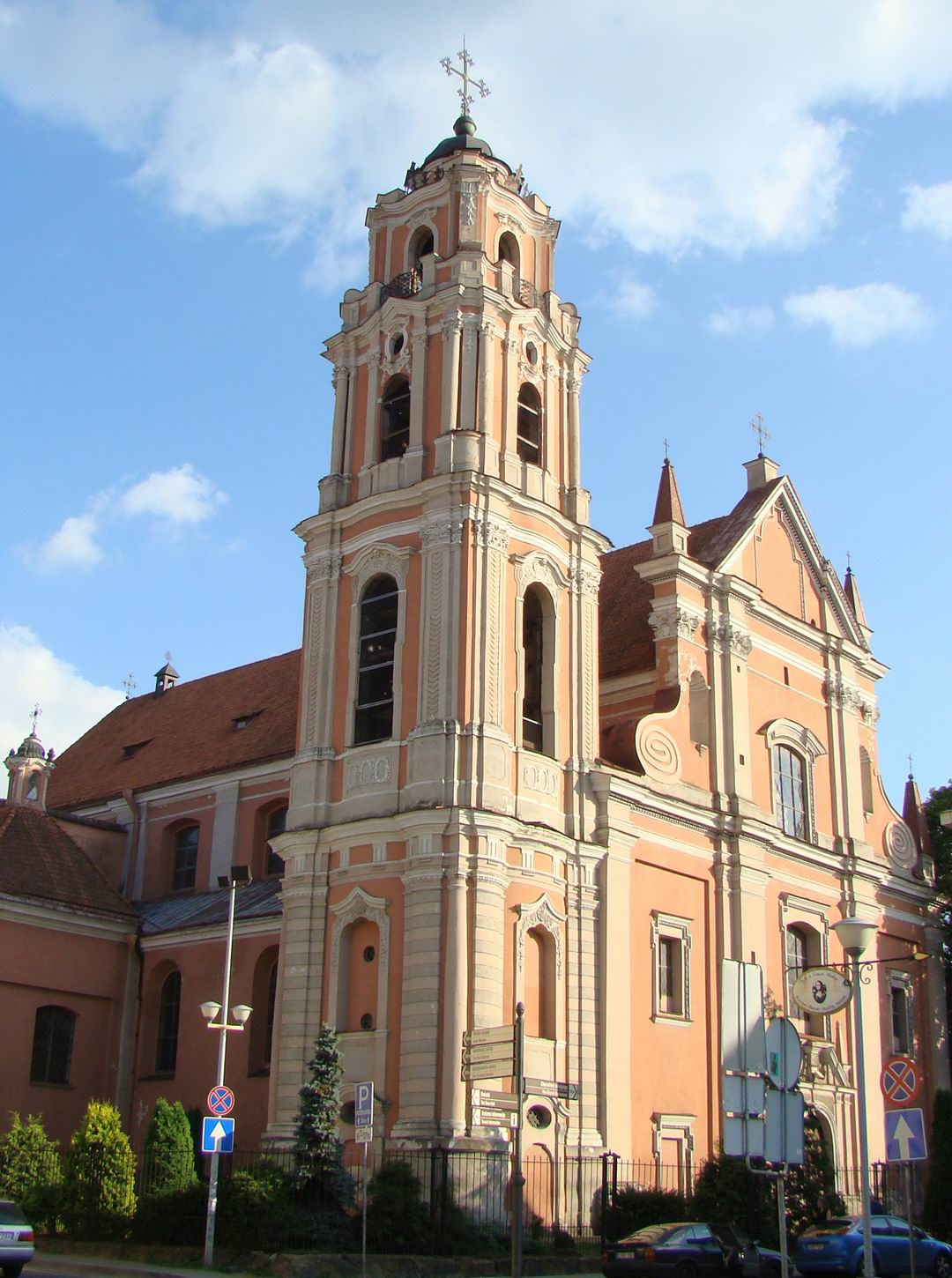
维尔纽斯诸圣堂

诸圣堂是立陶宛首都维尔纽斯的一座巴洛克风格的教堂。

## 历史
诸圣堂由加尔默罗会建于1620-1630 年，并与一个大型修道院相连，形成一组建筑群。在16-18世纪，他们积极参与公共生活，举行宗教节日游行。1819年，加尔默罗会在修道院内建立了学校。 
诸圣堂在一条街的尽头，这条街曾是犹太隔都的大门所在。二战期间，曾有一条地道连接该堂和犹太隔都。该堂的神父通过地道将面包送进犹太隔都。他还藏匿了一些通过地道从犹太隔都逃出来的犹太人。还应当指出， 有些立陶宛人基督徒曾帮助偷运食物进入犹太隔都。在苏联时代，该堂在1967年到1975年间重建后，曾开辟民间艺术博物馆。

## 建筑
钟楼高大雄伟，装饰精美。在18世纪的大火之后，建成了洛可可风格的拱顶。在18世纪，建成了钟楼和内部的雕塑。教堂东面是一个广场，赤足加尔默罗修道院的一侧，曾经矗立着巴洛克风格的圣若瑟教堂，建于1638年。它的外观让人联想到圣德肋撒堂。1877 年，圣若瑟教堂根据沙皇的命令拆除，改为市场（现在是一个广场）。
54°40′32″N 25°17′04″E / 54.67556°N 25.28444°E